# Blame It on Me
Blame It on Me is de een nummer van de Britse singer-songwriter George Ezra uit 2014. Het is de vierde single van zijn debuutalbum Wanted on Voyage
Ezra schreef het nummer toen hij 18 was. Hij was toen net naar Bristol was verhuisd en zat opgezadeld met studieleningen. "Blame It on Me" werd een hit in Ezra's thuisland het Verenigd Koninkrijk met een 6e positie. In het Nederlandse taalgebied was het echter minder succesvol; met in Nederland een 2e positie in de Tipparade en in Vlaanderen een 6e positie in de Tipparade.